# Бурков, Игорь Александрович
И́горь Алекса́ндрович Бурко́в (4 февраля 1933, Свердловск — 18 декабря 2007, Екатеринбург) — советский и российский легкоатлет, бегун на длинные дистанции. Выступал за сборную центрального совета добровольного спортивного общества «Труд» в период 1958—1978 годов, победитель и призёр соревнований всесоюзного и всероссийского значения, мастер спорта СССР. Полный кавалер ордена Трудовой Славы, почётный гражданин города Екатеринбурга.

## Биография
Родился 4 февраля 1933 года в Свердловске.
Окончил семь классов местной общеобразовательной школы, затем учился в профессионально-технической школе при фабрике «Уралобувь», работал по специальности модельщика по пошиву модельных образцов обуви.
В период 1953—1956 годов проходил срочную службу в рядах Вооружённых Сил СССР, служил в Волынской области Украинской ССР — там впервые начал серьёзно заниматься бегом, участвовал в армейских соревнованиях по бегу на различных дистанциях.
По возвращении в Свердловск трудоустроился учеником модельщика в цеху № 33 Уральского завода тяжёлого машиностроения, при этом учился в вечерней школе рабочей молодёжи и в свободное время продолжал активно тренироваться, специализировался в беге на 30 км. В 1957 году присоединился к свердловской команде «Авангард», год спустя стал членом добровольного спортивного общества «Труд», выполнил норматив первого спортивного разряда в беге на тридцатикилометровой дистанции. Кроме того, в этом сезоне впервые пробежал марафонскую дистанцию, на всесоюзных соревнованиях среди спортивных обществ тоже показал время первого спортивного разряда.
Звание мастера спорта получил в 1962 году, когда занял второе место в традиционном тридцатикилометровом забеге Пушкин — Ленинград и показал время 1:36.02,0. В 1964 году выступал в Москве на Мемориале братьев Знаменских и тоже выполнил здесь норматив мастера спорта. Выступал за сборную центрального совета ДСО «Труд» в течение двадцати лет в период 1958—1978 годов, имеет в послужном списке множество медалей и наград. Впоследствии регулярно участвовал в ветеранских забегах, в своей возрастной группе побеждал на соревнованиях всероссийского и международного значения, состоял в знаменитом свердловском клубе «Урал-100».
Принимал участие в труднейших сверхдальних многодневных пробегах:
- СВЕРДЛОВСК – БРЕСТ. 29 спортсменов бежали непрерывно днём и ночью по 15 километров, сменяя друг друга, и преодолели 3300 километров за 8 суток и 21 час ровно (1971).
- СВЕРДЛОВСК – ПЕРМЬ. 382 километра за 24 часа 50 минут (1973).
- СВЕРДЛОВСК – МОСКВА. 2046 километров за 128 часов 32 минуты 57 секунд (1974).
- МОСКВА – СВЕРДЛОВСК. 2047 километров за 131 час 15 минут 54 секунды (1975).
- ЧЕЛЯБИНСК – СВЕРДЛОВСК. 210 километров за 12 часов 33 минуты 02 секунды (1978).
- СВЕРДЛОВСК – НОВОСИБИРСК. 1815 километров за 117 часов 48 минут 24 секунды (1979).

Одновременно со спортивной карьерой неизменно продолжал работать на заводе «Уралмаш», имеет трудовой стаж более 42 лет. За это время внедрил более тридцати рационализаторских предложений по усовершенствованию производственного процесса модельщиков, разработал свыше восьмидесяти нововведений, позволявших повышать качество производимой продукции и экономить производственные ресурсы. 
Умер 18 декабря 2007 года в Екатеринбурге в возрасте 74 лет. Похоронен на Северном кладбище.
Ежегодно в Екатеринбурге проходит традиционный пробег памяти Игоря Александровича Буркова.
В 2010 году установлена мемориальная доска на доме, где жил И. А. Бурков (улица Индустрии, 31).

## Личная жизнь
- Дочь Лариса Игоревна Буркова;
- Сын Игорь Игоревич Бурков, советский и российский футболист, нападающий[4].

## Награды
- Полный кавалер Ордена Трудовой Славы (1976, 1981, 1983)[3];
- Медаль «Ветеран труда»[3];
- Почётный гражданин города Екатеринбурга (1983)[5].